# 比亚焦·德安冬尼奥

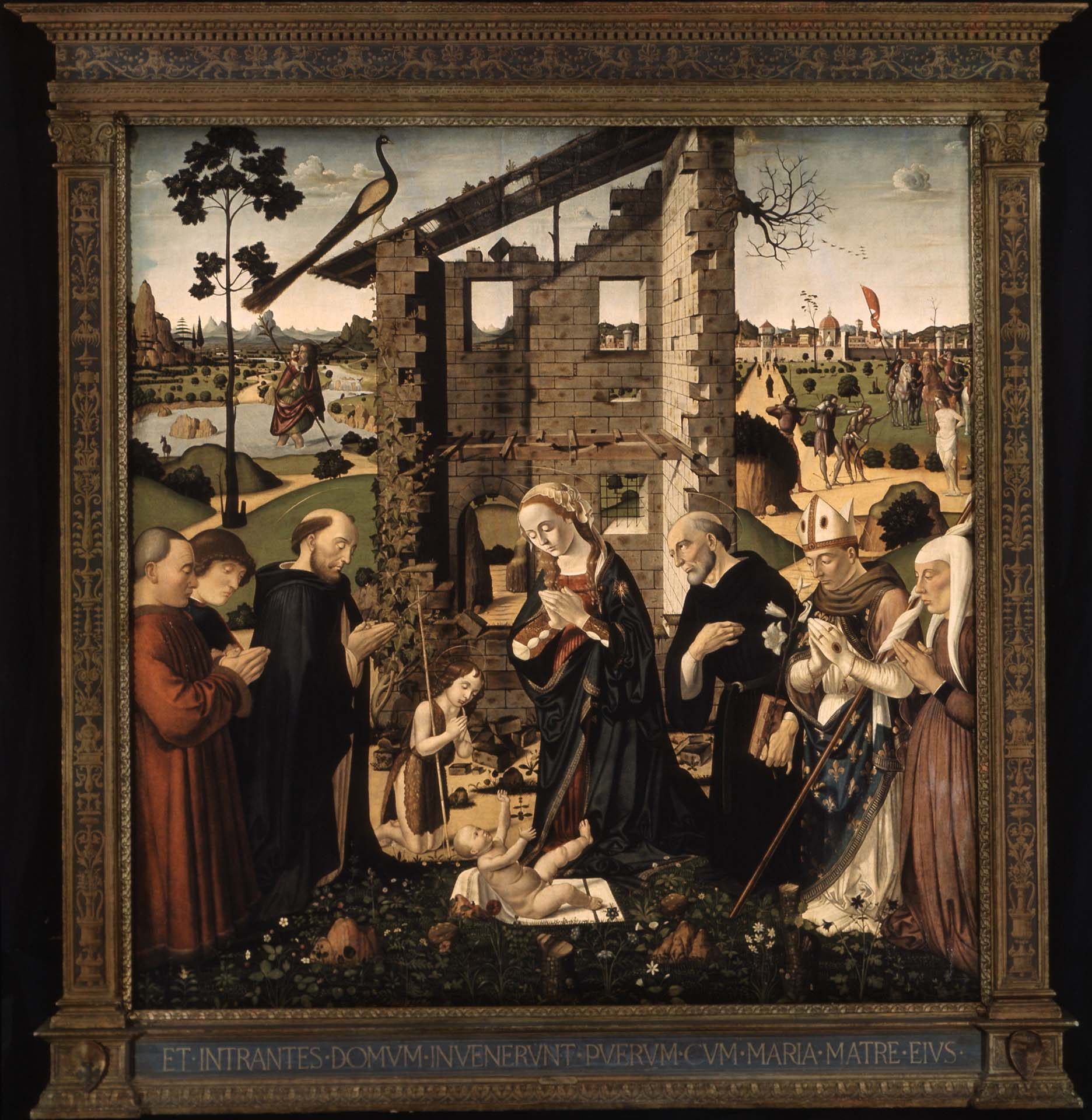

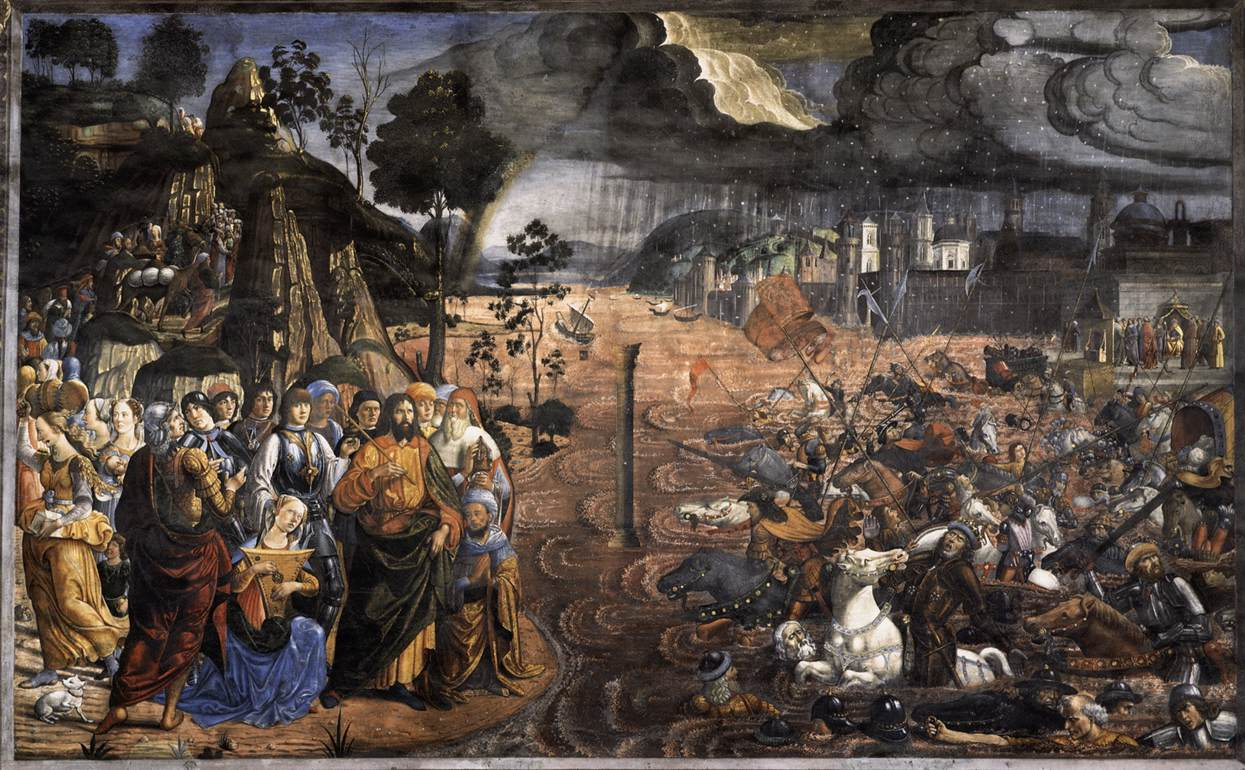
《过红海》

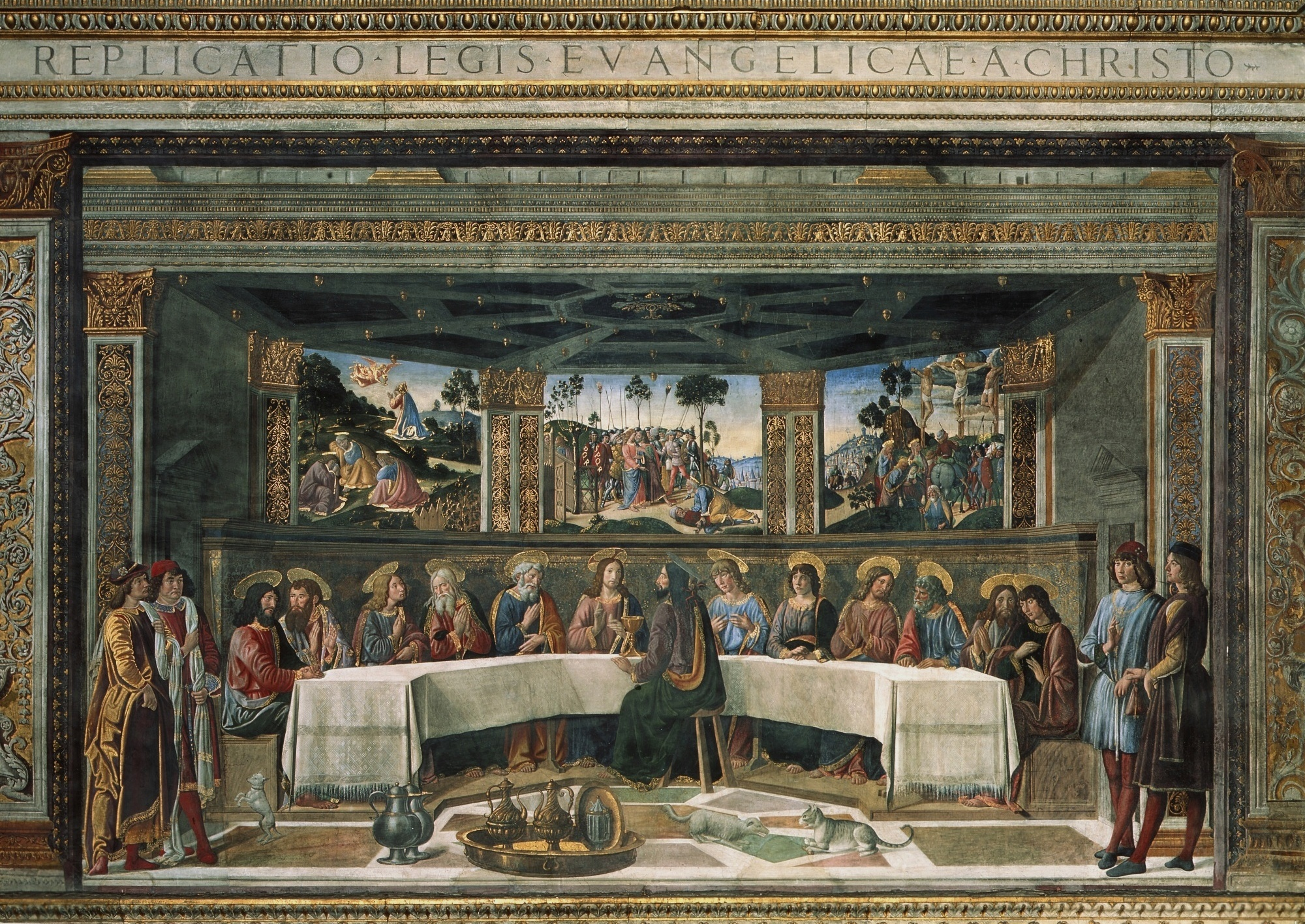
《最后的晚餐》

比亚焦·德安冬尼奥 （1446 年 – 1516 年 6 月 1 日）是一位意大利文艺复兴画家，活跃于佛罗伦萨、法恩扎和罗马。
比亚焦出生于佛罗伦萨。他早期的风格反映了菲利波·里皮、安德里亚·德尔·韦罗基奥和多梅尼科·吉兰达约的影响。后两者也是比亚焦的合作者。前者与比亚焦一起为圣多明我堂绘制了圣母子与圣徒，现藏于布达佩斯美术博物馆。
到 1476 年，比亚焦同时在佛罗伦萨和法恩扎经营工作室。他为 法恩扎绘制的第一幅作品是为圣弥额尔堂绘制的拉格诺利祭坛画，描绘耶稣诞生与圣徒，由拉格诺利家族订制捐献，现藏于美国俄克拉荷马州塔尔萨的菲尔布鲁克艺术博物馆。描绘圣弥额尔解救灵魂的半月楣现藏于法国阿维尼翁的小皇宫博物馆。
比亚焦的风格反映佛罗伦萨的创新，也展示了早期尼德兰绘画的影响——尤其是在装饰元素方面。
1481-1482 年，他协助科西莫·罗塞利绘制西斯汀小堂的湿壁画，包括《最后的晚餐》 ，可能还有《过红海》 。 1484 年，他受聘帮助皮埃特罗·佩鲁吉诺在佛罗伦萨的旧宫绘制一些壁画。 
1516 年，比亚焦在佛罗伦萨去世。